# 伊纳雅
伊纳雅是巴西巴拉那州的一个市镇。总面积194.705平方公里，总人口2882人，人口密度14.8人/平方公里。